# نبيل الوقاد
نبيل بكر علي حسن الوقاد (1936 - 1962) ضابط وعسكري مصري، يعد أحد مؤسسي قوات الصاعقة المصرية، شارك في حرب اليمن عام 1962 وتوفي بعد مشاركته في عدة معارك في منطقة مأرب واعتبر أول قتيل مصري في حرب اليمن.
حصل على عدد من الأوسمة والأنواط العسكرية من بينها وسام نجمة الشرف العسكري، وسميت العديد من الشوارع على اسمه تكريماً له.

## حياته
ولد نبيل الوقاد في 15 يناير 1936 بحي محرم بك بمحافظة الإسكندرية ونشأ لأب انخرط في العمل السياسي، مما كان سببًا في اضطراره إلى هجر الإسكندرية والسفر إلى بني سويف، بعد أن أيقن أن وجوده فيها يمثل خطرًا على مستقبل أولاده في ظل عمله بالسياسة مع التوترات السياسية التي عانتها مصر في مرحلة ما قبل نشوب ثورة 23 يوليو 1952.
وفي مدينة بني سويف التحق نبيل الوقاد بمدرسة الأقباط الثانوية، وبعد حصوله على شهادة الثانوية ألحقه والده بالكلية الحربية، وكان الأب حريص على إلحاق أربعة من أبنائه بالكليات العسكرية منهم المعلق الرياضي الشهير محمود بكر (1944 ـ 2016) الشقيق الأصغر لنبيل الوقاد، والذي كان طالبًا بالكلية البحرية عام 1962.
كان قبل التحاقه بالكلية الحربية قد شارك في معارك السويس وبورسعيد يوم 25 يناير 1951 ووقتها لم يكن يتجاوز عمره السابعة عشرة.

## حياته العسكرية
التحق نبيل الوقاد بالجيش عقب تخرجه من الكلية الحربية برتبة ملازم أول، وكان أحد الأفراد المؤسسين لفرقة الصاعقة المصرية سنة 1955، ثم أصبحت رسمية عام 1957، وقام بعدد من العمليات الخطيرة والدقيقة في سلاح الصاعقة، وتقديرًا لجهوده في فرقة الصاعقة المصرية منحه الرئيس جمال عبد الناصر نوط الشجاعة العسكري من الطبقة الأولى في 9 مارس 1960.
عقب ذلك التحق بقوات الحرس الجمهوري وكان أحد المقربين من الرئيس جمال عبد الناصر، وكان عبد الناصر يعتمد عليه في تنفيذ المهام الصعبة، لذلك تلقى تكليفًا مباشرًا منه في عام 1962 ليكون ضمن المجموعة التي ستسافر إلى اليمن لتعاون الثورة اليمنية ضد نظام الإمام محمد البدر،، ذهب الوقاد إلى اليمن وبمجرد وصوله تلقى أوامر من قيادة الثورة بالهبوط بالمظلات في منطقة عمليات خطرة في منطقة صرواح بمأرب حتى مقتله، وأصبح أول قتيل مصري بحرب اليمن التي فقد فيها الجيش المصري بعد ذلك نحو 26 ألف مقاتل.
خلد الرئيس جمال عبد الناصر اسمه وتحدث عنه باستفاضة، بعد استشهاده بواحد وستين يوماً؛ ففي يوم 23 ديسمبر 1962، كان أن خطب الرئيس جمال عبد الناصر في بورسعيد بمناسبة الاحتفال بعيد النصر السادس، قائلاً:
«في حرب اليمن أول شهيد كان لنا الملازم نبيل الوقاد - الله يرحمه- في منطقة صرواح مأرب مؤمن بنفسه مؤمن ببلده مؤمن بعروبته مؤمن بأن أرض العرب واحدة، وأن تحرير أي بلد عربي هو تثبيت لحرية باقي البلدان العربية”.»

## تكريمه
أُطلق اسمه على أحد الشوارع الرئيسية بمنطقة أرض الجولف بحي مصر الجديدة بالقاهرة، كذلك أطلق اسمه على عدة مدارس منها بمنطقة النزهة بالقاهرة ومدرسة بمركز أبو حماد بمحافظة الشرقية ومدرسة بمدينة طنطا.